# اریکا فاسانا
اریکا فاسانا (به انگلیسی: Erika Fasana) ژیمناست زادهٔ ۱۷ فوریهٔ ۱۹۹۶ میلادی اهل کشور ایتالیا است.